# 荒井献
荒井 献（あらい ささぐ、1930年5月6日 - 2024年8月16日）は、日本の新約聖書学者・グノーシス主義研究者。学位は、神学博士（ドイツ・エアランゲン＝ニュルンベルク大学）。東京大学名誉教授、恵泉女学園大学名誉教授。日本学士院会員。

## 経歴
出生から修学期
1930年（昭和5年）、秋田県大曲市（現大仙市）で生まれた。秋田県立秋田高等学校より東京大学へ進み、1954年、東京大学教養学部を卒業。東京大学大学院人文科学研究科に進み、西洋古典学を専攻した。1959年に博士課程を単位取得満期退学。その後はドイツ・フリードリヒ・アレクサンダー大学エアランゲン＝ニュルンベルクに留学し、『ナグ・ハマディ写本』中の『真理の福音』のキリスト論に関する学位論文を提出して神学博士の学位を得た。
研究者として
1958年、青山学院大学文学部助手となった。その後、専任講師、助教授に昇格。しかし、大木金次郎院長兼理事長と対立し、1969年に辞職した。ただし、同大学では1972年まで非常勤講師を務めた。
1969年、東京大学教養学部助教授に転じた。1977年に教授昇格。1991年3月に東京大学を定年退官し、4月より茨城キリスト教大学文学部教授となった。1992年から2001年まで恵泉女学園大学の学長を務めた。2001年、日本学士院会員となった。これは帝国学士院時代の二木謙三を別とすれば、秋田県出身者では初であった。また、「九条科学者の会」呼びかけ人を務めていた。
2024年8月16日、老衰のため東京都で死去。94歳没。

## 受賞・栄典
- 1971年：岩波書店より刊行した論文集『原始キリスト教とグノーシス主義』で、1973年日本学士院賞を受賞[4]。日本における新しいグノーシス主義研究の端緒を拓く。
- 1998年：新約聖書やナグ・ハマディ写本の訳業を中心とした業績により、地中海学会賞を受賞[4]。

## 研究内容・業績
新約聖書学とグノーシス主義研究において精力的な研究を発表した。代表的著作として、「史的イエス」の問題を取り上げ、人間イエスの原像を時代史のなかに位置づけた『イエスとその時代』や、1945年にエジプトで発見された福音書（トマスによる福音書）について述べた『トマスによる福音書』などがある。
- キリスト教における女性観や女性の生き方に関する著作でも知られ、日本を代表する聖書学者の一人である。

指導学生
多くの後進を育て、門下生には下記がいる。
- 青野太潮（西南学院大学名誉教授）
- 今井誠二
- 上村静
- 大貫隆（東京大学名誉教授）
- 小河陽（立教大学名誉教授）
- 笠原義久
- 佐藤研（立教大学名誉教授）
- 須藤伊知郎
- 出村みや子
- 土岐健治（一橋大学名誉教授）
- 廣石望
- 保坂高殿 (千葉大学名誉教授)
- 細田あやこ
- 筒井賢治

## 著作

### 単著
- 『原始キリスト教とグノーシス主義』岩波書店 1971
- 『初期キリスト教史の諸問題 現代への視角』新教出版社(今日のキリスト教双書) 1973
- 『イエスとその時代』岩波新書 1974
- 『人類の知的遺産　イエス・キリスト』講談社 1979
  - 改題『イエス・キリスト』上：三福音書による 講談社学術文庫 2001
  - 改題『イエス・キリスト』下 その言葉と業 講談社学術文庫 2001
- 『隠されたイエス トマスによる福音書』講談社(福音書のイエス・キリスト) 1984
  - 『トマスによる福音書』講談社学術文庫 1994
- 『「同伴者」イエス 小論・講演集』新地書房 1985
- 『新約聖書とグノーシス主義』岩波書店 1986
- 『新約聖書の女性観』岩波セミナーブックス 1988
- 『NHKこころをよむ　イエス・キリストを語る〈上〉1992年10月～3月』日本放送出版協会 1992
- 『NHKこころをよむ　イエス・キリストを語る〈下〉1993年4月～9月』日本放送出版協会 1993
- 『問いかけるイエス 福音書をどう読み解くか』日本放送出版協会 1994
- 『聖書のなかの差別と共生』岩波書店 1999
- 『使徒行伝』(全3巻) 現代新約注解全書 新教出版社 1977
  - 改訂版 2016年
- 『人が神にならないために 説教集』コイノニア社 2003
  - 再版 新教出版社 2016年
- 『イエスと出会う』岩波書店 2005
- 『「強さ」の時代に抗して』岩波書店 2005
- 『ユダのいる風景』岩波書店(双書時代のカルテ) 2007
- 『ユダとは誰か 原始キリスト教と『ユダの福音書』の中のユダ』岩波書店 2007
  - 文庫化 講談社学術文庫 2015年
- 『イエス・キリストの言葉 福音書のメッセージを読み解く』岩波現代文庫 2009[10]
- 『初期キリスト教の霊性：宣教・異端・女性観』岩波書店 2009
- 『キリスト教の再定義のために』新教出版社 2018

### 著作集
- 『荒井献著作集』（全10巻＋別巻）岩波書店 2001-2002[11]

1. 第1巻　イエス、その言葉と業
2. 第2巻　イエス・キリストと現代
3. 第3巻　パウロ、マルコ、ルカ
4. 第4巻　原始キリスト教
5. 第5巻　初期キリスト教史
6. 第6巻　グノーシス主義
7. 第7巻　トマス福音書
8. 第8巻　聖書のなかの女性たち
9. 第9巻　同時代へ
10. 第10巻　聖書を生きる
11. 別巻 訳註　使徒行伝 ナグ・ハマディ文書

### 監修
- 『ギリシア語新約聖書 釈義事典』(全3巻) H.J.マルクス共監修、教文館 1993-1994
  - 新版 2015年
- 『女性の視点によるキリスト教神学事典』エリザベート・ゴスマン,ヘルリンデ・ピサレク＝フーデリスト, ルイーゼ・ショットロフ, エリーザベト・モルトマン‐ヴェンデル, イーナ・プレトリウス,ヘレン・シュンゲルン‐シュトラウマン編、岡野治子共監修、日本基督教団出版局 1998
- 『聖書百科全書』ジョン・ボウカー編著、池田裕・井谷嘉男共監訳、三省堂 2000
- 『原始・古代四福音書対観表　ギリシア語-日本語版』クルト・アーラントギリシア語版監修、川島貞雄と日本語版監修、日本基督教団出版局 2000
- 『総説キリスト教史』(全3巻) 出村彰と共監修、出村みや子・出村彰共著、日本キリスト教団出版局 2006∸2007

1. 1巻『原始・古代・中世篇』
2. 2巻『宗教改革篇』
3. 3巻『近・現代篇』

### 共著
- 『聖書の世界 第5・6巻　新約』田川建三・八木誠一共著 講談社 1970
- 『パウロをどうとらえるか』編 新教出版 1972
- 『古典古代における伝承と伝記』秀村欣二・久保正彰共編 岩波書店 1975
- 『神話・文学・聖書 西洋古典の人間理解』川島重成共編著 教文館 1977
- 『青学神学科訴訟 建学の精神とキリスト教』青学神学科訴訟を支援する会編 新教出版社 1979
- 『総説新約聖書』川島貞雄・川村輝典ほか共著 日本基督教団出版局 1981
- 『冬の虹 荒井英津子句集』編著 東京美術、1982
- 『新約聖書正典の成立』編 日本基督教団出版局 1988
- 『ひろさちやが聞く新約聖書』ひろさちや共著 鈴木出版(世界の聖典) 1992
- 『聖書の思想と現代』(現代聖書講座 3) 木田献一共編　日本基督教団出版局 1996
- 『聖書名言辞典』池田裕共編著 講談社 2004
- 『世界平和とキリスト教の功罪 過去と現在から未来を考える 恵泉女学園大学大学院国際シンポジウム』代表、蓮見博昭・笹尾典代編 現代人文社 2004
- 『弱さを絆に ハンセン病に学び、がんを生きて』荒井英子共編 教文館 2011
- 『3・11以後とキリスト教』本田哲郎・高橋哲哉共著 ぷねうま舎 2013
- 『次世代への提言!』日本クリスチャン・アカデミー関東活動センター編 小林哲夫・本田哲郎・関田寛雄・杉野榮・青野太潮・森一弘・並木浩一・石田学・神田健次・戒能信生共著、新教出版社 2020

### 翻訳
- 『原始教会の伝承 釈義的・歴史的・神学的問題』オスカー・クルマン著、新教出版社(聖書学叢書) 1958
- 『危機に生きる信仰』カール・マイケルソン著、野呂芳男共訳、新教出版社 1959
- 『永遠の平和』(カール・ヒルティ著作集 11) カール・ヒルティ著、秀村欣二共訳、白水社 1959
  - 新版 1979年
- 『ペテロ 弟子・使徒・殉教者』オスカー・クルマン著、新教出版社 1965
- 『教会史概説』カール・ホイシ（ドイツ語版）著、加賀美久夫共訳ｍ新教出版社 1966
- 『旧約外典偽典概説 付・クムラン写本概説』レオンハルト・ロスト（ドイツ語版）著、土岐健治共訳、教文館 1972
- 『聖書の世界 別巻 新約聖書外典』八木誠一・田川建三・大貫隆・小河陽・青野太潮・藤村和義・佐竹明共訳、講談社 1974
  - 改題新編『新約聖書外典』講談社文芸文庫 1997
- 『ヘルメス文書』柴田有共訳、朝日出版社 1980
- 『イエス運動の社会学 原始キリスト教成立史によせて』ゲルト・タイセン（ドイツ語版）著、渡辺康麿共訳、ヨルダン社 1981
- 『ナグ・ハマディ写本：初期キリスト教の正統と異端』エレーヌ・ペイゲルス（英語版）著、湯本和子共訳 白水社 1982
- 『批判的信仰の論拠 宗教批判に耐え得るものは何か』ゲルト・タイセン著、渡辺康麿共訳 岩波書店(岩波現代選書) 1983
- 『新約聖書 2 ルカ文書 ルカによる福音書・使徒行伝』佐藤研共訳、岩波書店 1995
- 『ナグ・ハマディ文書』(全4巻) 大貫隆・小林稔・筒井賢治共訳、岩波書店 1997
  - 改題文庫化『新約聖書外典　ナグ・ハマディ文書抄』岩波文庫 2022
- 『使徒教父文書』八木誠一・田川建三・小河陽・佐竹明共訳、講談社文芸文庫 1998
- 『グノーシスの変容 ナグ・ハマディ文書・チャコス文書』大貫隆共編訳 岩波書店 2010